# Sangarébougou
Sangarébougou est une commune du Mali, dans le Cercle de Kati et la région de Koulikoro. Depuis la réforme administrative de 2023, les localités de la commune sont intégrées au disctrict de Bamako.

## Villages
La commune s'étend sur 3 localités relevées lors du recensement général de 2009. 
Les villages les plus peuplés sont :
- Sangarébougou (27 451 habitants)
- Sarambougou (13 644 habitants)
- Seydoubougou (6 097 habitants)

## Politique
| Période | Maire élu             | Parti politique |
| ------- | --------------------- | --------------- |
| 1999    | Drissa Togola         |                 |
| 2004    | (données à compléter) |                 |
| 2009    | Mamadou Coulibaly     |                 |
| 2016    | Kassoum Sidibé        | URD             |